# Miclești (Banca), Vaslui
Miclești este un sat în comuna Banca din județul Vaslui, Moldova, România. Se află în partea de sud a județului,  în Dealurile Fălciului. La recensământul din 2002 avea o populație de 251 locuitori.